# Самуйлово (Сафоновський район)
Самуйлово (рос. Самуйлово) — присілок Сафоновського району Смоленської області Росії. Входить до складу Богдановщинського сільського поселення.
Населення — 4 особи (2007 рік). 